# 黄坑镇 (南雄市)
黄坑镇，是中华人民共和国广东省南雄市下辖的一个乡镇级行政单位。

## 行政区划
黄坑镇下辖以下地区：
黄坑社区、黄坑村、社前村、小陂村、塘源村、溪塘村、耶溪村、中心村、园岭村、许村和上象村。
塘源村，由之前的（下槎村、里河坡村、塘下村、下坝村）等在2005年左右合并而成